# Roccalbegna
Roccalbegna – miejscowość i gmina we Włoszech, w regionie Toskania, w prowincji Grosseto.
Według danych na rok 2004 gminę zamieszkiwały 1242 osoby, 9,9 os./km².